# Wilfrid Bruno Nantel
Pour l’article homonyme, voir Nantel.
Wilfrid Bruno Nantel (né le 8 novembre 1855, mort le 22 mai 1940) est un avocat et homme politique fédéral et municipal du Québec.

## Biographie
Né à Saint-Jérôme dans le Canada-Est, Bruno Nantel entame sa carrière politique comme échevin et maire dans sa ville natale.
Élu député du Parti conservateur dans la circonscription fédérale de Terrebonne en 1908. Il avait précédemment tenté sa chance en 1904, mais est défait par le libéral Samuel Desjardins. Réélu en 1911, il démissionne en 1914 pour devenir commissaire en chef adjoint de la Commission des chemins de fer. Son neveu, Gédéon Rochon, lui succède au poste de député.
Durant sa carrière parlementaire, il est ministre des Mines de 1911 à 1912 et ministre du Revenu intérieur de 1911 à 1914.
Son frère, Guillaume-Alphonse Nantel, est également député fédéral de Terrebonne en 1882. 